# Samuel Barron (1765-1810)
Pour les articles homonymes, voir Samuel Barron et Barron.
Samuel Barron, né le 25 septembre 1765 à Hampton (Virginie), et mort le 10 novembre 1810 à l'âge de 45 ans, était un officier de l'United States Navy. Il est le frère ainé de James Barron, un autre officier de la marine américaine.

## Jeunesse
Il est le fils d'un capitaine de la marine marchande, James Barron, qui devient commodore de la Virginia State Navy durant la révolution américaine. Barron étudie au Collège de William et Mary et reçoit en premier lieu une éducation maritime dispensée par son père. Il devient midshipman sur la frégate Dragon et sert durant la fin de la guerre d'indépendance au sein de cette marine.
Après de nombreuses années dans la marine marchande, il rejoint l'US Navy en 1798.

## Carrière militaire
Le commandement de l'Augusta lui est confié, ce qui lui permet de prendre part à la quasi-guerre avec la France.
Durant la guerre de Tripoli (ou première guerre barbaresque), il prend la direction d'un nouvel escadron qui quitte les États-Unis en juin. Son navire amiral, la frégate President, est dirigée par le flag captain George Cox. Barron relève Edward Preble au large de Tripoli. Preble, moins gradé, n'a en effet pas souhaité demeurer sous son commandement malgré une lettre l'assurant de la confiance que lui porte le président,. Il passe le commandement de son escadron à John Rodgers en 1805 et retourne aux États-Unis à cause d'une santé défaillante. Il est alors assigné au commandement du Gosport Shipyard, l'actuel chantier naval de Norfolk. Il ne retrouve toutefois jamais complètement la santé et meurt le 10 novembre 1810 à l'âge de 45 ans.

## Famille
Le fils de Barron, également appelé Samuel Barron, sert dans l'United States Navy avant de se porter dans le camp de la Confederate States Navy en avril 1861, dans le cadre de la guerre de Sécession.